# Носек, Люк
Люк Носек (англ. Luke Nosek, род. 1975/1976) — польско-американский предприниматель, известен как один из основателей PayPal.

## Биография
Лукаш Носек родился в Тарнуве, Польша. После эмиграции в США он получил степень бакалавра компьютерной инженерии в Университете Иллинойса в Урбане-Шампейне.
Летом 1995 года, ещё обучаясь в колледже, он стал сооснователем SponsorNet New Media, Inc., вместе с коллегами из штата Иллинойс Максом Левчином и Скоттом Банистером. Тогда Носек работал в Netscape. В 1998 году вместе с Максом Левчином, Питером Тилем, Илоном Маском и Кеном Хауэри Носек стал сооснователем PayPal, исполняя обязанности вице-президента по маркетингу и стратегии, создав продукт компании с «мгновенным переводом».
В своём первом разговоре с Тилем он сказал Тилю, что только что зарегистрировался на крионическую приостановку, другими словами, что он будет подвергнут низкотемпературному консервированию в случае своей смерти в надежде, что его могут успешно вернуть к жизни будущие медицинские технологии. Позднее сам Тиль последует примеру Носека.
После того, как PayPal вышел на биржу и был продан eBay за 1,5 миллиарда долларов в 2002 году, Носек оставил компанию, чтобы путешествовать и делать ангельские инвестиции. В 2005 году вместе с Тилем и Кеном Хауэри он основал Фонд основателей — фирму венчурного капитала, которая базируется в Сан-Франциско, с управлением свыше 1 млрд долларов.
В июле 2017 года Носек оставил Фонд основателей, чтобы запустить Gigafund, инвестиционный фонд, ориентированный на исследования космоса.
Носек был первым институционным инвестором в SpaceX Илона Маска и является членом правления компании. Он также заседает в совете ResearchGate.